# Terrorangrebene i Norge 22. juli 2011
Terrorangrebene i Norge 22. juli 2011 var dels en bombesprængning i regeringskvarteret i Oslo og dels en massakre på øen Utøya i Tyrifjorden.
Kl. 15.25 sprængte Anders Behring Breivik, iført en forfalsket politiuniform, en 950 kg kunstgødningsbombe gemt i en lejet bil foran Høyblokken (= Højhuset) i Oslo, hvor statsministerens kontor og Justis- og politidepartementet ligger. Det regerende parti i Norge var Det norske Arbeiderparti. Fra Høyblokken kørte Breivik i en anden lejet bil til Utøya, hvor han skød på deltagere på sommerlejren til AUF - ungdomsorganisationen til Arbeiderpartiet.
I alt 77 mennesker døde. Ifølge Breivik var drabene "nødvendige", fordi muslimerne fører en "demografisk krig" mod kristne, og Arbeiderpartiet støtter dem.

## Forberedelse
I august 2010 var han i Prag i seks dage, men mislykkedes i at få købt et skydevåben dér. Tilbage i Norge fik han, efter lovens bogstav, en 9 mm Glock pistol og et 5,56 mm Ruger Mini-14 halvautomatisk gevær. Breivik lavede kugler om til dum dum-kugler. I foråret 2009 oprettede han virksomheden Breivik Geofarm, der skulle dyrke grøntsager og lignende. I denne branche havde han adgang til store mængder kunstgødning.
Han lejede en Fiat Doblo Multijet fra Avis i Oslo den 6. april 2011.
Den 27. april bestilte han 6 tons kunstgødning hos Felleskjøpet i Rena, leveret den 4. maj. Fra Avis lejede Breivik den 15. juni den anden bil, varevognen Volkswagen Crafter, og den 18. juni lastede han den med sprængstof. Den 19. juni fyldte han brændstof på bilerne, og dagen efter kørte varevognen til Oslo, hvor den cirka klokken 22:00 passerede bomstationen ved rigsvej 190.
Breivik var tilbage i Rena dagen efter den 21. juli, da en taxa samlede ham op cirka 13:10 ved togstationen i Rena. Taxichaufføren, Arild Tangen, der kørte Breivik fra Rena til gården i Østa, var sandsynligvis den sidste person der talte med ham før terrorangrebet. Tangen bemærkede ikke noget specielt ved Breivik.
På selve terrordagen den 22. juli passerede Fiaten ca. klokken 11:00 rampen til E18 ved Oslo-bydelen Skøyen. Fiaten blev parkeret på Hammersborgs Torv. Omkring klokken 14:09 sendte Breivik sit manifest 2083 ud til 1.003 email-adresser. En 12-minutters video blev også lagt ud på Internet.

### "Manifestet":2083 – A European Declaration of Independence
Breiviks manifest 2083 - A European Declaration of Independence handler om kampen mellem kristne og muslimer. Breivik hævder, at muslimer er ved at føre en "demografisk krig", som kaldes "tredje bølge af jihad". Et vrængbillede, iført en burka, viser sin mave, der er en bombe med en tændt lunte. "Den 11. September 2083 vil den tredje jihad-bølge være slået tilbage ... nøjagtigt 400 år efter vi vandt slaget ved Wien." Sejren "skal fejres som uafhængighedsdag for alle vesteuropæere.".
Ifølge 2083 er Breivik en Justiciar Knight Commander. Justiciar Knights beskrives som efterfølgere af tempelridderne (Knights Templar på engelsk). På Breiviks uniform ses et rødt kors formet som et stikvåben, der er stukket igennem en hjerneskål med stjernen og halvmånen, hammer og segl og hagekors på panden. "Justiciar knight-mærket belyser vor patriotiske kamp/modstrid med alle tre primære had-tankeverdener i vores tid: muhamedanisme, multikulturalisme (kommunisme) og nazisme", skriver Breivik.
Ifølge 2083 afgjorde justiciar knights i London i 2002, at 40.000 mennesker skulle dræbes, fordi de "støtter islamisering" af Vesteuropa. Nummer ét på dødslisten over 100 partier ("MA100") er Det norske Arbeiderparti.

## Eksplosionen i Oslos centrum
Bilbomben eksploderede i regeringskvarteret i Oslo klokken 15:26.
Bomben var placeret i en bil ved regeringens højhus, Høyblokken. Det norske statsministerium og justitsministerium holder til i denne bygning, og i en anden bygning i kvarteret ligger det norske Olieministerium. Nær ved ligger avisen VGs bygning. Bomben havde en anslået vægt på mindst 500 kilo.
Varevognen med bomben var placeret oven på et gangsystem og en parkeringskælder, sådan at meget af sprængkraften gik nedad. Bombeeksperten Per Nergaard vurderede, at det reddede mange liv, og mente, at bombemanden øjensynligt ikke havde kendskab til gangsystemet. Krateret gik cirka fire meter ned i jorden og var på flere meters diameter.
Gerningsmanden kunne umiddelbart placere varevognen ved Høyblokken, da gaden Grubbegata ikke var afspærret. Politidirektoratet havde allerede i 2004 anbefalet, at regeringsgaden burde lukkes for trafik af sikkerhedsgrunde, men først efter 7 års behandling blev det besluttet, at gaden skulle lukkes i september 2011.
Bygningerne rystede, og enkelte troede, der var tale om et jordskælv.
I det første stykke tid var det uklart, at der var tale om en bilbombe, og først et par timer efter sprængningen bekræftede politiet, at der var tale om en sådan.
Den store eksplosion fik området til at ligne en krigszone. Alle vinduerne i kvarteret blev knust.
Mænd og kvinder dækket af blod kom ud fra de ramte bygninger. Flere mennesker lå på gaden udenfor regeringsbygningen slået ud af trykbølgen. En livløs person blev set hængende ud af vinduet.
Bygningen med avisen VG fik store skader. På brandstationen bag Møllergata var dørene så ødelagte, at brandbilerne måtte køre igennem dem.
Det røg fra området omkring Høyblokken. Oslo kongrescenter ved Youngstorget fik også ødelagt sine vinduer.
Der skal have været blot to politifolk på centrums politistation da bomben sprang. Hurtigt kom der dog ekstra mandskab til.
Syv døde og mindst femten blev såret ved denne terrorhandling. Hverken statsminister Jens Stoltenberg eller olie- og energiminister Ola Borten Moe kom noget til ved eksplosionen.
Umiddelbart før eksplosionen klokken 15:25 så et vidne en politiuniformeret mand løbe fra regeringskvarteret til Hammerborg Torv.
Et vidne, Andreas Olsen, var på vej hjem fra arbejde, og i Grubbegata stødte han på en enlig politiuniformeret mand. Ifølge Olsen var manden bevæbnet og havde hjelm med visir på hovedet, så Olsen troede, der var tale om en aktion. Olsen opfattede ham som rolig og passerede ham i 2–3 meters afstand. Længere henne så Olsen den politiuniformerede mand sætte sig ind i en lille, grå varebil og studsede over dette, men fortsatte videre nedad Hammerborg Torv. Ved Møllergata så Olsen manden køre mod køreretningen, og Olsen blev da så mistænksom, at han noterede bilens nummerplade ned på sin mobiltelefon. Olsen så videre, at manden drejede til højre ned ad Hausmannsgate. Ikke lang tid efter hørte Olsen braget fra eksplosionen, og allerede klokken cirka 15:40 ringede han til 112. Omkring klokken 16:00 ringede politiet tilbage til Andreas Olsen, og fik da oplyst bilens registreringsnummer.
Gerningmandens flugt fra regeringskvarteret blev også fanget på overvågningskamera, og videobilledet viser en politiuniformeret person med hjelm og visir, samt med trukket pistol.
Tilsyneladende har sikkerhedspersonalet ikke umiddelbart reageret på denne information.
Gerningsmanden kørte ud af Oslo og videre mod Utøya. Godt en time før eksplosionen i Oslo mistede et 20-årigt bud fra transportfirmaet Bata Transport vejgrebet i en vandpyt på E18 og kørte galt i sin Peugeot omkring Frognerkilens Seilforening. Oprydningsarbejdet fra trafikulykken tog lang tid og skabte stor kø. Da Breivik kom kørende halvanden time efter ulykken, troede han der var tale om en politiafspærring som følge af eksplosionen, og kørte flere omveje for at nå til Utøya.
Trafikulykken har øjensynligt forsinket Breivik, og kan indirekte have reddet liv på Utøya.

## Utøya

### Før angrebet
På øen Utøya havde Arbeiderpartiets ungdomsorganisation AUF deres traditionelle sommerlejr. Omtrent 600 unge camperede på øen. Den tidligere norske statsminister Gro Harlem Brundtland var på øen den 22. juli for at fortælle om sin 40 år i politik. Hun forlod øen omkring klokken 15 for at nå tilbage til Oslo. Norges udenrigsminister Jonas Gahr Støre var på Utøya dagen før, hvor han deltog i en Mellemøsten-debat.
Klokken 16:40 parkerede Breivik den lejede sølvgrå Fiat Doblo ved færgelejet i Utvika. Han var iført sin forfalskede politiuniform og skudsikker vest, og viste legitimation til vagten på fastlandet, Simen Brænden Mortensen. Breivik påstod, at han rent rutinemæssigt skulle tjekke sikkerheden på øen efter eksplosionen i Oslo.
Færgen "MS Thorbjørn" fragtede Breivik og andre over til Utøya på tre minutter. Færgen ankom kl. 17:08. Breivik fik hjælp til at fragte sin tunge kuffert fra færgen til land med bil.
Kun ni minutter efter bombeeksplosionen kl 15:25 fik politiet registreringsnummeret på Breiviks flugtbil. Men operationslederen udtalte senere, at hun aldrig vurderede at efterlyse bilen i medierne. Da Kripos (Norsk kriminalpoliti) først kl 16:43 slog rigsalarm, glemte de at medtage bogstaverne på bilskiltet, og pga et svigtende kommunikationssystem modtog kun fire politidistrikter meldingen i løbet af aftenen. Politimesteren i Oslo, Anstein Gjengedal, indrømmede i pressekonference 15.marts 2012, at det havde taget for lang tid at udsende de oplysninger, man sad med. Sønderland-kommissionens rapport påpegede ved samme anledning, at en efterlysning af flugtbilen kunne have været et "adekvat virkemiddel til at nå raskt ud i befolkningen". Politimester Gjengedal støttede dog beslutningen om, ikke at efterlyse flugtbilen "af efterforskningsmæssige grunde". Dermed havde Simen Brænden Mortensen, der som vagt ved færgen ud til Utøya, netop fulgte nøje med på udviklingen i Oslo ved at lytte til radio, ingen mulighed til at identificere Breiviks bil som den, terroristen var flygtet i. "Det kunne have ændret meget," sagde han.

### Politiets indsats
Breivik begyndte nedskydningen omtrent kl. 17:22. Kun ni, blandt andre AUF-leder Eskil Pedersen, undslap Breivik om bord på "Thorbjørn", som har plads til 50. Skibsføreren styrede færgen ud af rækkevidde for både omtrent 200 mennesker, der svømmede for livet, og tungt bevæbnede politimænd, der kom fra Hønefoss ("Nordre Buskerud politidistrikt") til færgelejet i Utvika kl. 17:50 efter opkald kl. 17:26. Breivik kunne ikke have skudt igennem "Thorbjørn"s 8 mm stålvæg. Campingturisterne var derimod dårligt beskyttet, da de hentede omtrent 200 svømmende op på små både. Skibsføreren på "Thorbjørn" styrede nordpå i næsten en halv time. Hønefoss-politimændene i Utvika sejlede ikke til Utøya for at angribe Breivik, men de hjalp til på stranden, i strid med politiets "skydning pågår"-instruks.
De to politimænd fra Hønefoss, der først ankom, stod ved færgelejet. Derfra er der kun 380 meter til Utvika camping, hvorfra der udlejes både. Fra politiets position så de direkte over på havnen. Det civile redningsarbejde på fjorden var allerede i gang kl 17:40. Kl 17:51 blev det registreret, at politiet var på plads ved færgelejet, og på det tidspunkt lå der 8-10 både inde. Alligevel påstod politimester Sissel Hammer på pressekonference 15.marts 2012, at der "ikke var både tilgængeligt". Også politimester Morten Ørn sagde: "Det har vi gået meget nøje ind i, og de havde ikke tilgang til båd." Ejer af Utvika camping, Brede Johbraaten, fortalte imidlertid, at da den første bil fra beredskabstroppen ankom kl. 18, vendte den bare om og kørte væk igen: "Der stod folk klare på molen for at bringe politiet ud [til øen]. Der var campinggæster, som prøvede at standse bilen, men den kørte bare sin vej." Først kl 18:15 blev de livreddende bådførere kontaktet af en tjenestemand fra Nordre Buskerud; men beskeden var at sejle 3,5 km for at hente beredskapstroppen, som havde forflyttet sig til Storøya længere borte.
Kl. 17:38 anmodede Hønefoss-politiet Oslo-politiet om at sende Delta-styrker til Utøya. Delta-styrker kørte i bil mod Utøya. Oslo-politiet rådede over helikoptere, men undlod at bruge dem.
Ifølge Breiviks advokat havde Breivik "taget mange liv nok til, at det ville få pressedækning, og hans manifest ville komme ud". Breivik hævder, at han ringede ti gange for at overgive sig (før eller efter kl. 18:00). Hønefoss-politiet havde for lidt personale til at modtage alle opkald. Kl. 17:59 gik Breiviks opringning igennem:

P: Politiets nødtelefon.

B: Ja, god dag, mitt navn er kommandør Anders Behring Breivik i den norske antikommunistiske motstandsbevegelsen.

P: Ja.

B: Jeg er på Utøya for øyeblikket. Jeg ønsker å overgi meg.

P: Ok, hvilket nummer ringer du fra.

B: Jeg ringer fra mobil.

P: Du ringer fra din mobil.

B: Ja. Det er ikke min mobil, en annen...

P: En annen, hva het du for noe? Hallo... hallo...

Politimanden holdt Breiviks opkald for sig selv. Breivik siger, han stoppede op i skoven, overvejede selvmord, men så skød mennesker "på autopilot".
Først kl. 18:02 fik Hønefoss-politiet meddelelse om, at Delta-styrker var på vej til Utøya.
Kl. 18:06 ankom tungt bevæbnede Delta-styrker til Utvika og spurgte, om der var både. En politimand fra Hønefoss svarede "nej", men der var både til leje lige i Utvika kun 700 m fra Utøya. Politimanden sendte i stedet Delta-styrkerne til Sundvollen, 3,7 km fra Utøya. Her fandt Delta-styrkerne kun en lille rød gummibåd til 25 tungt bevæbnede mænd. Ti af dem – 8 fra Delta og 2 fra Hønefoss – masede sig op på gummibåden. Efter 420 m kom vand ind i båden, som fik motorstop. Heldigvis havde en Hønefoss-politimand i Utvika sendt to hurtiggående campingmotorbåde til Sundvollen. En video viser, hvordan en hurtig motorbåd ankommer gummibåden. Mænd, iført sort uniform, stiger hurtigt op i båden, efterlader nogle andre på gummibåden og sejler hurtigt bort. Ifølge Hønefoss-politimand Håvard Gåsbakk var der to både. I den hurtigste var der 5 mænd fra Delta. I den anden båd sad Gåsbakk, en anden politimand fra Hønefoss, og tre fra Delta. Da den hurtigste båd ankom Utøya omtrent kl. 18:24, løb nogle unge imod Delta-styrkerne og pegede nordover. Så gik Delta-styrkerne nordpå. Da Gåsbakks båd ankom omtrent kl. 18:25, hørte Gåsbakk skud fra sydspidsen af øen.
Kl. 18:26 modtog politiet i Drammen et opkald fra Breivik.

P: Nødtelefonen politiet.

B: God dag, mitt navn er Anders Behring Breivik.

P: Ja, hei.

B: Jeg er kommandør i den norske motstandsbevegelsen.

P: Ja, hei.

B: Kan du sette meg over til operasjonsleder for Delta?

P: Ja... hvor kommer du inn, og hva gjelder det?

B: Jeg er på Utøya.

P: Du er på Utøya ja.

B: Jeg har fullført operasjonen min, så jeg ønsker å... overgi meg.

P: Du ønsker å overgi deg ja.

B: Ja.

P: Hva var navnet ditt sa du?

B: Anders Behring Breivik.

P: Og du var kommandør i...

B: Knights Templar Europe heter organisasjonen, men vi er organisert i... den antikommunistiske og norske motstandsbevegelsen mot islamisering av Europa og mot islamisering av Norge.

P: Ja.

B: Vi har nettopp utført en operasjon på vegne av Knights Templar.

P: Ja...

B: Europa og Norge.

P: Ja...

B: Og med tanke på at operasjonen er fullført, så... er det akseptabelt å overgi seg til Delta.

P: Du ønsker å overgi deg til Delta?

B: Kan du, kan du overføre meg til operasjonsleder for Delta?

P: Ja, du du snakker for så vidt med en som, med en som på en måte har overordnet ansvar

B: Ok, bare finn ut det du skal, og så ringer du på denne telefonen her, ikke sant.

P: Hm, men hvilket telefonnummer...

B: Kjempefint, hei.

P: Jeg har ikke det telefonnummeret! Hallo!

Ifølge de første oplysninger pågreb politiet gerningsmanden klokken 18:27. Senere oplysninger har angivet tidspunktet for pågribelsen til mellem 18:32 og 18:34. De forskellige oplysninger tilskrives dårlig kommunikation mellem de involverede parter.
Ved pågribelsen havde han stadig over 900 ubrugte skud tilbage.
Breivik havde Ipod høretelefoner i ørerne både på "Thorbjørn" og på Utøya. Det er sandsynligt, at han hørte Lux Aeterna for at "undertrykke frygten".
Omtrent et kvarter senere kom yderligere 27 politifolk fra Delta til øen for at søge efter andre mulige gerningsmænd. Under afsøgningen fandt de brændstof-fyldte flasker hængende fra træer.

### Øjenvidneberetninger
Vidnet Nicoline Bjerge Schie fortalte, at Breivik gik rundt og skød med 10 sekunders mellemrum i tre kvarter, mens "han råbte, jublede og kom med flere sejrsråb".
Folk råbte og græd. Under massakren forsøgte nogle af deltagerne på øen at gemme sig i telte, på toiletter, i brusere, under bygninger, i buske og krat, og nogle svømmede til fastlandet. Andre flygtede i både. Den 18-årige dansker Patrick Piscot overlevede Utøya ved at flygte fra øen i en træbåd sammen med ti andre. Han berettede, at terroristen skød efter dem mens de padlede væk.
Polakken Adrian Pracon berettede, at han skjulte sig under lig og forsøgte at spille død.
Breivik skød ham dog alligevel, men han overlevede med et skud i skulderen.
Den 21-årige Dana Barzingi berettede: "Han lokkede unge frem og fortalte, at han var politimand. En pige, som spurgte efter legitimation, blev skudt. Jeg så alt. Jeg ventede på, at han skulle løbe tør for kugler. Jeg tænkte på, om jeg burde kaste sten og springe på ham, men da risikerede jeg livet til dem, som lå gemt bag mig."
Tre unge forsøgte at angribe Breivik med sten. To af disse var flygtninge fra Tjetjenien, den 16-årige Rustam Daudov og den 17-årige Måvsar Zjamaev. De nåede indtil få meter fra Breivik, men han skød en af deres kammerater i hovedet, så de flygtede efter at have kastet sten.
AUF-sekretæren fra Skedsmo, Siri Mari Seim Sønstelie berettede, at hun var i Storsalen til informationsmøde om bomben i Oslo, da hun hørte de første skud. Hun troede, at der var tale om defekte nytårsraketter, men derefter udbrød der kaos og panik. Selv løb Sønstelie ud af huset og gemte sig i vandkanten ved fjeldvæggen på øens vestside.

### Redningsindsatsen
Flere privatpersoner omkring søen kom til undsætning. Da Marcel Gleffe, en tysk campingturist med militær baggrund og tjeneste i KFOR-styrken i Kosovo, hørte skud fra et automatvåben og kunne se unge svømme væk fra øen, sejlede han i sin lille båd mod øen. Han kastede redningsveste ud til de skrækslagne unge og fortsatte videre mod øen. Med 4-5 turer frem og tilbage fik han reddet 20-30 unge op af vandet. Han måtte ligge fladt i båden for at undgå Breiviks skud. For sin redningsindsats modtog Marcel Gleffe Bundesverdienstkreuz og Goldene Henne fra Tyskland, blev hyllet af Verband der Reservisten der Deutschen Bundeswehr, blev kåret som "årets nordmand" af Ny Tid, og var kandidat til "årets navn" i Dagbladet.
Kjersti Buer Dolve og hendes mand roede ud i søen og reddede også flere unge. Jørn Øverby fra lokalområdet fik reddet 20 unge op i sin motorbåd. Hege Dalen og Torrill Hansen fik reddet 40 unge fra vandet i løbet af fire ture med deres lille båd. Båden blev ramt af skud. Den danske tømrer Allan Jensen, som var fastligger på campingpladsen, fik reddet 21 mennesker med sin motorbåd. Han reddede 13 mennesker, der svømmede i vandet, og 8 fra øen.
Seks ambulancehelikoptere og fem helikoptere fra forsvaret var også involveret i redningsaktionen. Den første blev alarmeret klokken 17:35 og ankom til området klokken 17:55, men politiet gav dem ikke tilladelse til at lande på Utøya. I stedet landede fire af helikopterne på Sollihøgda mellem 18:10 og 18:22. Senere efter anholdelse af Breivik fik ambulancetjenest klarsignal til at lande på kajen ved Sundvollen, og fløj 16 patienter til sygehus. Under redningsaktionen havde redningsholdene problemer med at kommunikere på grund af problemer med et nyt kommunikationsnetværk.

### Døde og sårede
På Utøya blev 69 personer dræbt, heriblandt en 43-årig dansker bosat i Norge.
66 blev såret. Ifølge Breivik var Gro Harlem Brundtland hovedmålet for massakren på Utøya, men hun var taget af sted, før den begyndte.

## Gerningsmanden

### Første gisninger
Den 22. juli var gerningsmandens identitet endnu ukendt for offentligheden, og forskellige gisninger og øjenvidneberetninger fremkom. Således mente den svenske terrorekspert Magnus Ranstorp, at det sandsynligvis var al-Qaida, der stod bag terrorangrebet i Oslo.
Professor Tore Bjørgo ved den norske Politihøjskole mente derimod, at informationerne pegede mod, at gerningsmanden havde en baggrund i højreekstreme kredse.
På baggrund af skuddramaet i Utøya ændrede Magnus Ranstorp timer senere mening og angav nu, at det kunne være en enkelt galnings værk.
Nogle tidlige rapporter hævdede, at en gruppe ved navn Ansar al-Jihad al-Alami (= Hjælpere af den globale jihad) havde taget ansvaret for bombningen. En amerikansk embedsmand udtalte, at gruppen var ukendt og måske ikke eksisterede.
Ifølge en terrorekspert udtalte en ekstremist ved navn Abu Suleiman om angrebet:
| „ | I dag blev Norge et mål for at lære en lektie for resten af Europas nationer. Vi har tidligere truet med operationer som den i Stockholm, og vi forlangte, at europæiske nationer trækker styrkerne tilbage. | “ |

Suleiman trak dog senere udtalelsen tilbage. På et Internet-forum tilknyttet Al-Qaida, skrev en bruger, Amir Grozny, at hvis de norske styrker ikke trak sig ud af Afghanistan, "vil deres blod snart rende i gaderne." 

### Øjenvidneberetninger
Manden, der skød på Utøya, blev beskrevet som nordisk af udseende 185–190 cm høj og med blondt hår.
Simen Brænden Mortensen, der var AUF-vagt på fastlandet, fortalte, at manden kom i en sølvgrå varebil, var iført politiuniform og skudsikker vest, talte østlandsdialekt og måske var i 30'erne eller 40'erne.
Et vidne berettede at have set en mistænkelig skikkelse i politiuniform to minutter før bombesprængningen i Oslo.

### Mediernes identificering
Efter midnat mellem den 22. og 23. juli fik medierne identificeret den formodede gerningsmand som den 32-årige Anders Behring Breivik, samtidig beskrevet som nationalistisk og højreekstrem. Ud over en mindre trafikforseelse var han ukendt for politiet. Han havde ingen forbindelse til militæret.
Den 23. juli oplyste politiet ved et pressemøde, at det havde sigtet Breivik efter terrorparagraffen i norsk lovgivning (paragraf 147.A, almenfarlig forbrydelse) hvor straframmen er optil 21 års fængsel.

### Konklusion om ingen medsammensvorne
I et godt stykke tid efter terrorhandlingerne var der usikkerhed om personen der havde overgivet sig på Utøya var den eneste terrorist. Dagen efter var det således stadig uklart, om der havde været to gerningsmænd på Utøya, da flere AUF-deltagere havde beskrevet en person, der ikke bar politiuniform.
Men da politiets tekniske undersøgelser kun fandt to typer ammunition, der begge kunne stamme fra de to skydevåben, Breivik medbragte, udtalte politiet nogle dage efter massakren, at han efter alt at dømme var ene om nedskydningen.
Politiets usikkerhed bevirkede at de i de kaotiske timer den 22. juli anholdt den uskyldige 17-årige Anzor Djoukaev, der havde været med på AUF's sommerlejr og var blevet jaget rundt af drabsmanden som alle de andre deltagere.
Politiet afhørte Djoukaev i flere timer og fængslede ham indtil næste dag.
Da de afhørte ham endnu engang den 23. glemte de at tilbyde ham en forsvarsadvokat, men løslod ham dog efter en time.
Efterfølgende forklarede politiet den fejlagtige anholdelse med at Djoukaev virkede upåvirket og kold i forhold til de andre AUF-deltagere, og at de frygtede at en gerningsmand havde blandet sig med ofrene.
Djoukaev er norsk statsborger og kom i 2001 til Norge fra Tjetjenien sammen med sin familie.
Som forklaring på sin anderledes opførsel fortalte han til VG at han som barn havde traumatiske oplevelser: "Da jeg var lille og boede i Tjetjenien var byen fuld af lig. Jeg husker, at jeg så hunde, som spiste af dem. Derudover er der andre ting i mit liv, som gjorde, at det lykkedes mig at holde hovedet koldt, når de andre gik i panik".
Politiet anholdte også i kort tid det 21-årige AUF-medlem Dana Barzingi på Utøya omkring klokken 18:30. Barzingi var indsmurt i blod efter at have hjulpet med at forbinde en ung pige, og samtidig nægtede han at følge politiets instruks om at lægge sig på den store åbne fodboldbane, da han mente, det var farligt. Efter han blev anbragt i en båd med hænderne over hovedet, genkendte andre AUF'er ham, og Barzingi blev umiddelbart løsladt.
Op til en pressekonference i Sundsvall den 23. juli blev en 16-17-årig ung mand pågrebet af politiet. Men heller ikke han havde nogen forbindelse til terror. Han var medlem af AUF og bar en kniv, da han ikke følte sig tryg.
En ekspeditør, Aud Kristiansen, fra Linderud Storkiosk i Oslo udtalte at Breivik i april kom for at købe kunstgødning med en ven. Hun beskrev vennen som norsk og på samme alder, men meget lavere.
Under det første retsmøde påstod Breivik, at der var to andre celler der samarbejdede med ham,
og under en ransagning arresterede politiet 6 andre personer.
Igen under retsmødet i april 2012 påstod den anklagede, at der var to andre medlemmer i, hvad han kaldte den "norske og europæiske modstandsbevægelse og Knights Templar-netværket". Ved retssagen mente anklageren, statsadvokat Svein Holden, derimod, at netværket kun eksisterer i gerningsmandens fantasi.
Breivik havde i årene op til terrorangrebet en meget lav skattepligtig indkomst. Samtidig skrev han, at terrorangrebet kostede godt seks millioner kroner. Politiet efterforskede Breiviks økonomi og fulgte spor i udlandet,
for at kunne afgøre, om han var økonomisk støttet af andre. I marts 2012 fik offentligheden at vide, at politiet havde fundet, at Breiviks salg af falske eksamensbeviser i årene 2003 til 2006 havde indbragt 3,6 millioner norske kroner, og at 14 bankkonti i 7 forskellige lande kunne spores til Breivik. Køberne af de falske eksamensbeviser havde betalt til kontoer i Letland via PayPal og E-Gold. Breiviks mor indrømmede at have hvidvasket omkring 400.000 norske kroner af disse midler, og at have oprettet tre bankkonti i sit navn.

## Ofrene
77 mistede livet. De fleste af dem var unge.
69 på Utøya og 8 i regeringskvarteret. Statsministeren kendte flere af de dræbte. Dagen efter terrorhandlingen oplyste Ullevål universitetssygehus, at der stadig var 30 alvorligt skadede personer fra bombeeksplosionen og massakren på Utøya.
Den 20. august, næsten en måned efter terrorhandlingen, var ti personer stadig indlagt, og mindst en var alvorligt såret og lå i koma.
I alt meldtes om 158 sårede, 60 på Utøya og 98 i regeringskvarteret.
| De dræbtes alder | De dræbtes alder | De dræbtes alder | De dræbtes alder | De dræbtes alder | De dræbtes alder | De dræbtes alder | De dræbtes alder | De dræbtes alder | De dræbtes alder | De dræbtes alder | De dræbtes alder | De dræbtes alder | De dræbtes alder | De dræbtes alder | De dræbtes alder | De dræbtes alder | De dræbtes alder | De dræbtes alder | De dræbtes alder | De dræbtes alder | De dræbtes alder |
| Alder            | 14               | 15               | 16               | 17               | 18               | 19               | 20               | 21               | 23               | 25               | 26               | 27               | 28               | 30               | 32               | 34               | 43               | 45               | 51               | 56               | 61               |
| ---------------- | ---------------- | ---------------- | ---------------- | ---------------- | ---------------- | ---------------- | ---------------- | ---------------- | ---------------- | ---------------- | ---------------- | ---------------- | ---------------- | ---------------- | ---------------- | ---------------- | ---------------- | ---------------- | ---------------- | ---------------- | ---------------- |
| Dræbte           | 2                | 7                | 7                | 17               | 17               | 5                | 1                | 3                | 2                | 1                | 1                | 1                | 1                | 2                | 2                | 1                | 2                | 1                | 2                | 1                | 1                |

## Reaktioner
I de første timer efter bomben i Oslo troede mange at muslimske ekstremister stod bag.
Flere Oslo-borgere med udenlandsk udseende blev chikaneret af etniske nordmænd.
Politiet mistænkte at der fortsat var udetonerede bomber.
Omkring klokken 18:00 den 22. juli opfordrede politiet folk til at forlade Oslo centrum.
Oslo centrum var derfor nærmest forladt natten til lørdag og kun få bevægede sig ud.
Gader blev afspærret i regeringscentrum, flytoget var indstillet og vejen E16 forbi Utøya var afspærret.
Som følge af bomberne oprettede det norske politi midlertidig grænsekontrol.
Politiet udsendte en ordre på nødnettet om at "hvis nogen forsøgte at passere spærringerne uden at identificerer sig, skulle de stoppes" og med "alle nødvendige midler".
Gro Harlem Brundtland udtalte nogle timer efter angrebet på Utøya:
| „ | Det er en forferdelig og brutal tragedie. Det er så vanskelig å fatte. Kontrasten blir så enorm etter at man bare få timer før har møtt så engasjerte unge, unge mennesker som er så opptatt av sin egen samtid, sitt land og sin verden | “ |

Fotojournalisten Helle Gannestad sendte en status-opdatering på Twitter natten mellem den 22. og 23. juli 2011 hvor hun skrev:
| „ | Når en mann kan forårsake så mye ondt - tenk hvor mye kjærlighet vi kan skape sammen. | “ |

Gannestad blev citeret af Stortingsmedlem Stine Renate Håheim på CNN og senere af Jens Stoltenberg.
I let ændret form blev citatet anvendt på en mindeplade sat op på en sten ved Utøya.
Den 23. juli udtalte statsminister Stoltenberg:
| „ | For mig er Utøya mit ungdomsparadis, som i går blev forvandlet til et helvede. | “ |

En Facebook-gruppe, Tenn et lys for de døde og skadde etter tragedien i Oslo og Utøya, blev oprettet, og allerede lidt efter middag den 24. juli havde den over 500.000 medlemmer.
Den 2. august havde Facebook-gruppen over 1.300.000 medlemmer.
Weekendens fodboldkampe i Norge blev udsat.
Flere butikskæder valgte at fjerne voldelige computerspil midlertidigt fra hylderne.
Den 25. juli 2011 klokken 12 blev der holdt et minuts stilhed i Norge.
Bilister på motorvejene holdt ind til siden, tog holdt stille, Oslos fondbørs holdt pause.
Samme dag deltog mere end 150.000 mennesker i et optog, Blomstermarch, i det centrale Oslo hvor de mindedes ofrene og hvor Kronprins Haakon og Jens Stoltenberg holdt tale.
En større mindeceremoni blev afholdt søndag eftermiddag den 21. august 2011 i Oslo Spektrum med deltagelse af 6.700 personer heriblandt Norges Kong Harald, tronarvingerne Kronprinsesse Victoria og Kronprins Frederik, præsidenterne Tarja Halonen og Ólafur Grímsson samt statsministrene Fredrik Reinfeldt, Lars Løkke Rasmussen, Jyrki Katainen og Jóhanna Sigurðardóttir.
Ceremonien blev åbnet med fremføring af Ole Paus' sang "Mit lille land" sunget af Susanne Sundfør, og derefter fulgte en tale af kong Harald. Senere fulgte fremføring af Jens Bjørneboes digt "De sejrende", mens danske Sofie Gråbøl oplæste Klaus Rifbjergs digt "Hjertets termometer" og Sissel Kyrkjebø optrådte med Nordahl Griegs sang "Kringsatt av fiender".
I dagene efter terrorhandlingen var der ekstrem efterspørgsel efter roser hos blomsterhandlerene i Norge.
Der berettedes om enkeltbestillinger på 80.000 roser.
Efterspørgslen var så stor at de norske myndigheder valgte at fjerne den høje told på udenlandske roser mellem den 26. juli og den 2. august.
Blomsterhandlerene meldte om 80 procent stigning i omsætning.
Blomsterne blev langt på offentlige pladser ud over Norge.
I Bergen blev de lagt på "den blå sten".
500 pårørende til ofrene besøgte Utøya den 19. august 2011 bistået af folk fra Røde Kors, forsvaret, civilforsvaret og politiet.
"[D]en store gåten rundt 22. juli forblir hvorfor en tilsynelatende normalt oppegående gutt fra hovedstaden i [et av] verdens fredeligste land gjennomfører en av Europas verste terrorhandlinger. I hvor stor grad er Breivik et produkt av landet eller byen han vokste opp i?", skrev Aslak Nore (forlagsredaktør, forfatter og journalist) i 2018.

### Internationalt
Mange medier havde terrorangrebet som tophistorie.
Engelske The Sun kaldte det "Norges 9/11".
USA's præsident Barack Obama og vicepræsident Joe Biden signerede kondolanseprotokollen på den norske ambassade i Washington D.C.. Der skrev han:
| „ | Til det norske folk: Vi er alle tynget af sorg over det tragiske tab af så mange liv, specielt unge med hele livet foran sig. Ingen ord kan lette sorgen, men ved at det norske folk er i alle amerikaneres tanker og bønner, og at vi vil gå side om side med deres hvert skridt på vejen. | “ |

NATO's generalsekretær, Anders Fogh Rasmussen, sagde
| „ | På vegne af Nato fordømmer jeg angrebene på det allerstærkeste. Vor solidaritet med Norge består. Nato-landene står forenede i kampen mod disse voldshandlinger. | “ |

Statsminister Lars Løkke Rasmussen holdt et minuts stilhed med Danmarkshuset og den danske ambassade i Paris.
Den 27. juli 2011 blev der i Danmark flaget på halv og klokken 14 deltog Dronningen, Kronprinseparret, Statsministeren og flere medlemmer af Folketinget i en mindesgudstjeneste i Vor Frue Kirke i København,
hvor Statsministeren holdt en tale.
I den fattige bydel Fairyland i Paarl, Sydafrika deltog 240 børn og voksne i en mindemarch.
På Facebook valgte mange brugere at ændre deres profilbillede så det vidste det norske flag.

### Politik og debat
I både Norge og Danmark blev det diskuteret om tonen i indvandrerdebatten havde haft nogen indflydelse på gerningsmanden.
Formanden for Fremskrittspartiet i Norge Siv Jensen sagde i et interview til Aftenposten den 2. august 2011:
| „ | Det vil føre til at vi får en helt ny debattform i Norge. Men det eneste jeg er sikker på er at vi ikke skal ha mindre ytringsfrihet i Norge, som konsekvens av det grusomme vi har vært vitne til. Vi skal ha mer. Men alle har et ansvar for hvordan de formulerer seg både nå og fremover. | “ |

De 12. september 2011 skulle der være valg til de norske kommuner og fylker.
Umiddelbart efter terrorhandlingen aftalte partierne at udsætte valgkampen til midten af august.
I dagene efter terrorangrebet meldte flere norske politiske ungdomspartier om et unormalt stort antal indmeldelser som følge af angrebene.
Ved en meningsmåling foretaget mellem den 9. og 15. august 2011 fik de norske socialdemokrater en meget stor fremgang på 10,8 procentpoint til 39,1 procent af stemmerne i målingen.
Flere kendte danske kommentatorer blev kritiserede for provokerende bemærkninger i forbindelse med den store tragedie. Integrations- og udviklingsminister Søren Pind skrev på sin Facebook-side "Ekstremismen tager til. Flere og flere mener sig berettiget til at tage sig selv til rette. Optøjerne på Nørrebro. Kirkebesættere. Østerild. Og ekstremismens hidtil mest sataniske fjæs nu i Norge." Han blev kritiseret for at nævne Breivik i sammenhæng med demonstranterne ved Østerild Klitplantage, og Landsforeningen for Bedre Miljø krævede en offentlig undskyldning fra Søren Pind, mens den norske avis VG kaldte kommentaren provokerende. Selv udtalte Søren Pind senere: "Og derfor er jeg utrolig ked af, at nogen mener, at jeg har foretaget den sammenligning."
Mads Christensen kritiserede de unge på Utøya for ikke at have overmandet gerningsmanden og skrev i sin klumme i Ekstra Bladet: "Det ville da være klædeligt, hvis der blev grebet ind over for ham, ligesom vi så det på Flight 93 den 11. september 2001." Filosoffen Arno Victor Nielsen kaldte Christensens betragtning for "vanvittig".
Godt en uge efter tragedien skrev Sørine Gotfredsen en kontroversiel kronik i Berlingske med titlen Lad os bruge Anders Breivik rigtigt.
Det skabte en debatstorm, og Gotfredsen indrømmede senere "to fejlskøn".
Den amerikanske kommentator Glenn Beck kom med en endnu mere kontroversiel udtalelse, da han sammenlignede AUF med Hitlerjugend. En informationsmedarbejder for Stoltenberg udtalte at "Becks kommentar er ignorant, feil og ekstremt sårende," og en valgforsker sagde endda om Beck: "Han er en fascist. Bare en fascist vil si noe sånt. Mannen er et svin."

### Kommission og rapporter
Norge valgte at nedsætte en kommission, den såkaldte 22. juli-kommission, der skulle undersøge hvordan beredskabet reagerede i forbindelse med terrorhandlingen.
Tidligere politidirektør i København Hanne Bech Hansen blev udpeget som medlem af kommisionen, der var ledet af juristen Alexandra Bech Gjørv. Om formålet med kommissionen udtalte Stoltenberg: "Tusindvis af mennesker over hele landet har brug for omsorg og hjælp. For dem er det afgørende at få svar på spørgsmålet: Hvad skete der, og hvorfor skete det."
Kommissionens kritik ventedes at være så massiv mod politiets indsats at krisepersonale blev sat i beredskab til at støtte politiets ansatte.
I august 2012 konkluderede rapporten fra 22. juli-kommissionen at angrebet på regeringskvarteret kunne have været forhindret; at myndighedernes evne til at beskytte menneskene på Utøya svigtede, og at beredskabet burde have været bedre.

Norges politidirektorat nedsatte desuden det såkaldte Sønderland-udvalg, ledet af Olav Sønderland, til vurdering af politiets arbejde. I marts 2012 udkom deres rapport der blandt mange kritikpunkter og anbefalinger konkluderede at et massevarslingssystem må anskaffes, og at politiet må kommunikere i flere kanaler, blandt andet sociale medier.
Fagforbundet Politiets Fellesforbund kritiserede denne rapport på et par punkter: De påpegede, at der ikke havde været foretaget en vurdering og analyse af, om terrorhandlingen kunne have været afsløret.

## Efterforskning og retssag
Geir Lippestad påtog sig hvervet som advokat for den sigtede. Lippestad har tidligere repræsenteret en kontroversiel klient: I 2002 forsvarede han en nynazist, der i Oslo havde myrdet den 15-årige Benjamin Hermansen, der havde nigeriansk far og norsk mor. Lippestad er medlem af Arbeiderpartiet. Det var den sigtede selv, der bad om Lippestad som forsvarer.
I september 2011 indgik også advokaten Vibeke Hein Bæra som forsvarer.
Den terrorsigtede blev fremstillet for varetægtsfængsling ved et retsmøde mandag den 25. juli i tingsretten i Oslo med Kim Heger som dommer. Der var stor mediebevågenhed om sagen. En journalist anslog, at mindst 700-800 mennesker var forsamlet omkring tinghuset hvor retsmødet skulle foregå, og omkring en fjerdedel af dem var mediefolk.
Den sigtede ankom i en kortege af sorte pansrede biler. Ved ankomst blev bilen med den sigtede angrebet af en 24-årig norsk-tuneser, der studerende politik, og en 20-årig afghansk-norsk mand, der arbejdede på en McDonalds, hvoraf den ene forsøgte at smadre bilruden, mens den anden råbte "Din forræder – kom ud af bilen!" 
På begæring fra politiet blev dørene lukket.
Efter et kort retsmøde bestemte dommeren, at den sigtede skulle varetægtsfængsles i 8 uger med isolationsfængsling og brev-, besøgs- og medieforbud i 4 uger.
Den sigtede erkendte de faktiske forhold, men ikke straffeskyld. Isolationsfængsling i fire uger er i strid med en dom fra den norske højesteret fra 2005, der fastslår som praksis, at man ved første retsmøde kun kan isolere i to uger. Tingsretdommeren Kim Heger indrømmede fejlen og sagde, at ingen ved retsmødet var bekendt med højesteretsdommen. Dommen i tingretten blev ikke anket, da klienten ikke ønskede det.
Ved retsmødet ønskede den sigtede at stille i uniform og at udtale sig på engelsk.
Før retsmødet foranstaltede politiet en røntgenscanning af Breivik for at sikre sig, at han ikke havde skjult en detonator til en mulig bombe.
Ved genfremstillingen efter fire ugers isolationsfængsling ønskede den fængslede at optræde i kjole og hvidt i retten, hvilket retten afviste.
Det første åbne retsmøde var mandag den 14. november 2011 i Oslo tinghus' sikkerhedssal med plads til 120. Derudover kunne over 300 andre følge retsmødet via lyd- og billedoverførsel til andre sale i retsbygningen.
Oprindelig havde politiet ønsket, at Breivik skulle forklare sig i retten via videolink fra fængslet, men den norske højesteret ændrede denne beslutning.
I begyndelsen af august lykkedes det for en gruppe unge nordmænd at hacke sig ind til Breiviks email. De overlod materialet til politiet via freelance-journalist Kjetil Stormark.
Blandt oplysninger fremkommet under efterforskningen var, at et SIM-kort til mobilt bredbånd, som Breivik havde benyttet på gården i Åsta, var ejet af en svensk tobarnsmor bosiddende i Stockholm.
Det forlød, at Breivik ikke kunne få en længere straf end 21 år, og at han kunne blive prøveløsladt efter 10 år. Flere udenlandske medier undrede sig over den mulige længde af straffen.
Hvis han blev anklaget for forbrydelse mod menneskeheden, kunne længden øges til 30 år. Desuden var der mulighed for forvaring.

### Retspsykiatrisk vurdering
Gerningsmanden undergik retspsykiatrisk vurdering i to omgange. I den første vurdering undersøgte to norske retspsykiatere Torgeir Husby og Synne Sørheim manden, og på baggrund af 13 samtaler vurderede de ham som psykotisk i en rapport de afleverede den 29. november 2011.
Til undersøgelse ønskede psykiaterne at MR-scanne gerningsmandens hjerne, men han afslog.
Retten bestilte dog en ny rapport hos de to retspsykiatere Terje Tørrisen og Agnar Aspaas, der vurderede manden som værende tilregnelig i en rapport fra april 2012. De mente, han ikke var psykotisk, men gav ham i stedet diagnosen dyssocial og narcissistisk personlighedsforstyrrelse.
En dansk overlæge mente, at "de modstridende rapporter kan være med til undergrave retspsykiatrien," og udtalte, at hun aldrig havde hørt retten i Danmark bestille en ny rapport.
Under retssagen udtalte flere psykiatriske eksperter sig. Den fremtrædende norske psykiatriprofessor Einar Kringlen havde før ment, at gerningsmanden var psykotisk; men efter to dage i retten ændrede Kringlen mening, og udtalte at manden måske havde en paranoid personlighed, og ikke var over grænsen til det psykotiske.
Psykiater Per Olav Næss, der observerede Breivik, da han var fire år, fandt det den gang sandsynligt, at drengen havde Aspergers syndrom og ønskede ham permanent overflyttet til et fosterhjem. Professor Ulrik Fredrik Malm udtalte også i retten, at Breivik sandsynligvis har Aspergers, muligvis kombineret med Tourettes syndrom og en narcissistisk personlighedsforstyrrelse. Allerede i januar havde den svenske kriminologiprofessor Henrik Belfrage påpeget, at Breivik fremviste påfaldende mange symptomer på Aspergers syndrom. 
Hvis en gerningsmand vurderes tilregnelig, kan han fængsles i op til 21 år. Hvis han erklæres sindssyg, kan han forvares på ubestemt tid.

### Straffesagen
Den egentlige retssag var planlagt at skulle foregå i 10 uger.
Den norske domstolsadministration havde i forbindelse med sagen søgt om en tillægsbevilling på 97 millioner norske kroner til ombygning og udbedring af retslokalerne i Oslo byret, sikkerhedsforanstaltninger og digital intrastruktur til presse og tilhører.
Der var intensiv omtale af retssagen. Dagbladet valgte at lave en speciel udgave af sin Internet-avis,  hvor man havde fravalgt historier om sagen.
Retssagen mod den anklagede begyndte mandag den 16. april 2012 i Oslo byret,
omkring samme dato som en anden alvorlig terrorsag begyndte i Danmark, terrorsagen mod Jyllands-Posten i december 2010.
På retssagens førstedag i Oslo vistes videooptagelser fra 22. juli i Oslo,
og et nødopkald fra Utøya blev afspillet.
Ved retsmødet mente den tiltalte, at han skulle frifindes under henvisning til nødret.

## Mindesmærker
Et mindesmærke - "Lysning" er opstillet på Utøya.
Et midlertidig nationalt monument har stået i Oslo i Regjeringskvartalet siden 2016.  
Et permanent mindesmærke i Regjeringskvartalet vil tage flere år, skrev det norske dagblad VG i en leder 2017.

## Vurderinger til Politiets Sikkerhetstjeneste før angrebene
Der har ikke i årene op til terrorangrebene i Norge været indikationer om, at højre-ekstremister ville udgøre en alvorlig trussel. Således skriver Politiets Sikkerhetstjeneste (PST) i hovedkonklusionen for deres åbne trusselsvurdering for 2011:
| „ | De høyre- og venstreekstreme miljøene vil heller ikke i 2011 utgjøre en alvorlig trussel for det norske samfunnet. Det var noe økt aktivitet i de høyreekstreme miljøene i 2010, og denne aktiviteten vil trolig fortsette i 2011. Et høyere aktivitetsnivå blant enkelte islamfiendtlige grupper kan føre til økt polarisering og uro, spesielt i og rundt markeringer og demonstrasjoner. | “ |
|   | — Politiets Sikkerhetstjeneste |   |

Nogle timer inden angrebet lagde Anders Behring Breivik et 1516 siders dokument ud på nettet. Store dele af dokumentet var kopieret fra Unabomberen Ted Kaczynskis manifest.

## Efterladte og overlevende i 2018
I 2018 var 35 % af de efterladte efter terrorhandlingerne 22. juli 2011 sygemeldte eller tilkendt invalidepension. På forespørgsel svarede 30 % af de overlevende, at de havde det "meget svært" eller "lidt svært". Otte af de overlevende og tolv af de efterladte er i dag helt uden arbejde. 

## Tv-serie og spillefilm
NRK skal filme en dramaserie, 22. juli, med budget 70 millioner NOK. 
Erik Poppes film Utøya 22. juli var kandidat til filmprisen Guldbjørnen under Berlinalen i 2018. 
Filmen 22 July fra Netflix udkom i 2018, instrueret af Paul Greengrass. Den er blevet kritiseret af overlevende for at give en forkert fremstilling både af sommerlejrens deltagere og af nedskydningen, der fremstilles som en ti minutters affære. 
Dokumentarfilmen Rekonstruksjon Utøya (Reconstructing Utøya) af filminstruktør Carl Javér, udkom 19. oktober 2018.  

## Galleri
- Egertorvet
- Skaderne på bygningerne
- Chokerede folk i Oslos gader
- Politi- og ambulancepersonale udenfor Regeringsbygningen i Oslo efter eksplosionen.
- Skader på bygninger; flere vinduer er smadret.
- Militær- og ambulancepersonale udenfor Regeringsbygning i Oslo efter eksplosionen.
- Redningsmandskab i Regeringskvarteret.
- Røg kommer op fra Regeringsbygningen.
- Oslos gader er lukket, militæret holder vagt, og arbejdere udbedrer skaderne.
- Mindeblomster